# Tianfanjie (ort i Kina, Jiangxi Sheng, lat 29,35, long 116,87)
Tianfanjie är en ort i Kina. Den ligger i provinsen Jiangxi, i den sydöstra delen av landet, omkring 120 kilometer nordost om provinshuvudstaden Nanchang. Antalet invånare är 57 035. Befolkningen består av 27 476 kvinnor och 29 559 män. Barn under 15 år utgör 24,0 %, vuxna 15-64 år 67 %, och äldre över 65 år 7,0 %.
Runt Tianfanjie är det ganska tätbefolkat, med 248 invånare per kvadratkilometer. Tianfanjie är det största samhället i trakten. Trakten runt Tianfanjie består till största delen av jordbruksmark.
Genomsnittlig årsnederbörd är 2 232 millimeter. Den regnigaste månaden är juni, med i genomsnitt 350 mm nederbörd, och den torraste är oktober, med 55 mm nederbörd.